# Бенеричетти, Анна
Анна Бенеричетти-Циматти (итал. Anna Benericetti-Cimatti; 22 марта 1906 года — 11 декабря 2019 года) — итальянская долгожительница. После смерти Марии-Джузеппы Робуччи-Нарджизо 18 июня 2019 и до своей собственной смерти являлась старейшим живущим человеком в Италии.

## Биография
Анна Бенеричетти родилась 22 марта 1906 года в Бризигелле, регион Эмилия-Романья, Италия.
В 1928 году Анна вышла за Чезаре Циматти. Во время Второй Мировой войны её муж был вынужден оставить Анну с тремя детьми и отправиться воевать в Югославию. После его возвращения Анна родила четвертую дочь Марту.
В 1963 году она переехала в Форли, где прожила до конца жизни. Однако она никогда не забывала и о своем родном городе, храня о нём теплые воспоминания.

### Последующая жизнь
В последние годы Бенеричетти жила вместе со своей дочерью Мартой и зятем Антонио.
В 2014 году Анна пережила падение, во время которого она сломала бедро.
В 111 лет она имела 8 внуков и 14 правнуков. Свои дни она проводила, сидя на инвалидном кресле. У неё были некоторые проблемы со слухом и зрением, но она продолжала с удовольствием смотреть телевизор и слушать радио. Также у неё было хорошее здоровье и аппетит. Она предпочитала ложиться спать поздно вечером, чтобы оставаться вовлеченной в семейную жизнь.
Любимой фразой Анны являлось: «Если хочешь жить и чувствовать себя хорошо, прими мир таким, какой он есть»
В июне 2019 года стала старейшей живущей итальянкой после смерти 116-летней Марии-Джузеппы Робуччи-Нарджизо. В октябре 2019 после смерти Ренаты Бьянки стала последней живущей итальянкой, родившейся в 1906 году.
Анна Бенеричетти скончалась 11 декабря 2019 года в Форли, Эмилия-Романья, Италия.

## См.также
- Список старейших людей в мире
- Список старейших женщин
- Эмма Морано